# Кармену Вела
Кармену Вела (на малтийски: Karmenu Vella) е малтийски политик от Лейбъристката партия.
Роден е на 19 юни 1950 година в Зурик. През 1973 година завършва „Архитектура“ в Малтийския университет.
След дипломирането си заема ръководни постове в компании. Ангажиран от ранна възраст с Лейбъристката партия, през 1968 година едва 18-годишен става общински съветник, а от 1976 година е член на парламента в продължение на 38 години.
Той е министър на обществените строежи (1981 – 1984), на промишлеността (1984 – 1987), на туризма (1996 – 1998, 2013 – 2014).
През 2014 година става еврокомисар за околната среда, морските въпроси и риболова в Комисията „Юнкер“.